# Division I 1968-1969
La Division I 1968-1969 è stata la 66ª edizione della massima serie del campionato belga di calcio disputata tra il settembre 1968 e il maggio 1969 e conclusa con la vittoria del Standard Liegi, al suo quarto titolo.
Capocannoniere del torneo fu Antal Nagy (Standard Liegi), con 20 reti.

## Formula
Come nella stagione precedente le squadre partecipanti furono 16 e disputarono un turno di andata e ritorno per un totale di 30 partite.
Le ultime due classificate vennero retrocesse in Division 2.
Le società ammesse alle coppe europee furono cinque: la squadra campione si qualificò alla Coppa dei Campioni 1969-1970, la vincitrice della coppa nazionale alla Coppa delle Coppe 1969-1970 e altri tre club vennero iscritti alla Coppa delle Fiere 1969-1970.

## Classifica finale
|    | Classifica                  | G  | V  | N  | P  | GF | GS | Dif | Pt |
| -- | --------------------------- | -- | -- | -- | -- | -- | -- | --- | -- |
| 1  | Standard Liegi              | 30 | 19 | 7  | 4  | 62 | 18 | 44  | 45 |
| 2  | R. Charleroi SC             | 30 | 17 | 6  | 7  | 42 | 26 | 16  | 40 |
| 3  | K. Lierse SK                | 30 | 13 | 10 | 7  | 49 | 36 | 13  | 36 |
| 4  | Anderlecht                  | 30 | 12 | 12 | 6  | 59 | 33 | 26  | 36 |
| 5  | RFC Brugeois                | 30 | 13 | 9  | 8  | 55 | 33 | 22  | 35 |
| 6  | KSK Beveren                 | 30 | 12 | 9  | 9  | 45 | 44 | 1   | 33 |
| 7  | K. Sint-Truidense VV        | 30 | 11 | 11 | 8  | 44 | 41 | 3   | 33 |
| 8  | KSV Waregem                 | 30 | 12 | 5  | 13 | 50 | 50 | 0   | 29 |
| 9  | Beeringen                   | 30 | 10 | 9  | 11 | 32 | 41 | -9  | 29 |
| 10 | RFC Liégeois                | 30 | 12 | 4  | 14 | 35 | 44 | -9  | 28 |
| 11 | ARA La Gantoise             | 30 | 8  | 12 | 10 | 33 | 39 | -6  | 28 |
| 12 | Union Royale Saint-Gilloise | 30 | 8  | 9  | 13 | 30 | 42 | -12 | 25 |
| 13 | R. Racing White             | 30 | 8  | 9  | 13 | 29 | 43 | -14 | 25 |
| 14 | K. Beerschot VAV            | 30 | 8  | 7  | 15 | 39 | 51 | -12 | 23 |
| 15 | KFC Malinois                | 30 | 6  | 8  | 16 | 32 | 57 | -25 | 20 |
| 16 | R. Daring Club de Bruxelles | 30 | 5  | 5  | 20 | 27 | 65 | -38 | 15 |

### Verdetti
- R. Standard Club Liégeois campione del Belgio 1968-69.
- KFC Malinois e R. Daring Club de Bruxelles retrocesse in Division II.